# آیت اولال
ایت اولال (به فرانسوی: Ait Ouallal) یک منطقهٔ مسکونی در مراکش است که در مکناس تافیلالت واقع شده‌است.

## خصوصیات
ایت اولال ۵٬۴۵۵ نفر جمعیت دارد.